# ヘラルドシネプラザ
ヘラルドシネプラザ（Herald Cineplaza）は、かつて愛知県名古屋市中区栄3-35-34にあった商業ビル。1964年（昭和39年）の開業時は中日シネラマ会館（ちゅうにちシネラマかいかん）という名称だった。2004年（平成16年）に閉館した。
1964年（昭和39年）に営業を開始し、2004年（平成16年）に営業を終了した。地上7階・地下2階建であり、複数の映画館やボウリング場などが入っていた。経営はヘラルドコーポレーション。

## 歴史

### 中日シネラマ会館の開館

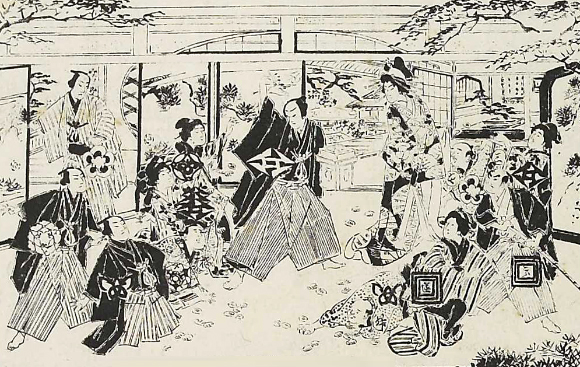
末広座

太平洋戦争前のこの場所には松竹座（1927年～1945年）があり、その前身である末広座（江戸時代～1927年）は名古屋で最も古い常小屋だった。
1964年（昭和39年）1月に中日シネラマ会館の工事に着工し、12月25日に営業を開始した。総工費は約12億円。1階から4階に主となる映画館の中日シネラマ劇場、同じく1階と2階にシネタリウム、4階と5階にレジャーセンター、5階から7階にボウリング場、地下2階に映画館が設けられた。建設に際して株式会社中日シネラマ会館が設立され、社長に古川勝巳が、会長に古川為三郎が就任している。建物内には日本ヘラルド映画中部支社も事務所を構えていた。
中日シネラマ会館は日本で3番目のシネラマ劇場であり、縦30メートル×横11メートルの巨大スクリーンを有していた。中日シネラマ会館のオープニングは『サーカスの世界』（ヘンリー・ハサウェイ監督）であり、シネラマ地下のオープニングはアメリカのSF映画『火星着陸第1号』と怪獣映画『最後の海底巨獣』。
1969年（昭和44年）、株式会社中日シネラマ会館が広小路土地興業株式会社を吸収合併した。1973年（昭和48年）にはヘラルド興業株式会社が株式会社中日シネラマ会館を吸収合併した。1987年（昭和62年）にはヘラルドフーヅ株式会社、ヘラルド興業株式会社、三重劇場株式会社の3社が合併して株式会社ヘラルドコーポレーションが発足した。

### ヘラルドシネプラザ
1988年（昭和63年）11月、建物内の映画館部分がヘラルドシネプラザという名称となった。1995年（平成7年）12月22日にはヘラルドシネプラザ3階にシネプラザ4が開館し、シネプラザ1、シネプラザ2、シネプラザ3、シネプラザ4、シネプラザ50の5スクリーン体制となった。
1990年代後半には名古屋市周辺にシネマコンプレックスの開館が相次いだことから、1999年（平成11年）9月24日をもって座席数最大のシネプラザ1（旧・中日シネラマ劇場）と小劇場のシネプラザ3（旧・シネマA）が閉館した。シネプラザ1は閉館時点では日本最大のスクリーンを有する映画館であり、名古屋市で3番目に座席数の多い映画館だった。
2003年（平成15年）12月5日、ヘラルドコーポレーションが民事再生手続を開始した。2004年（平成16年）2月22日をもって、シネプラザ2、シネプラザ4、シネプラザ50も閉館した。映画館跡地の一部はディスコのOZONとなっていたが、OZONも2005年（平成17年）6月8日に閉鎖され、中日シネラマ時代から40年半の歴史に幕を閉じたことになる。

### 跡地
跡地には高層マンションの建設が計画されたが、2008年（平成20年）にリーマンショックが起こったために延期された。その後、2016年（平成28年）に高層マンションの建設に着工し、2019年（令和元年）2月、跡地にホテル型高級賃貸マンションの栄タワーヒルズが竣工した。

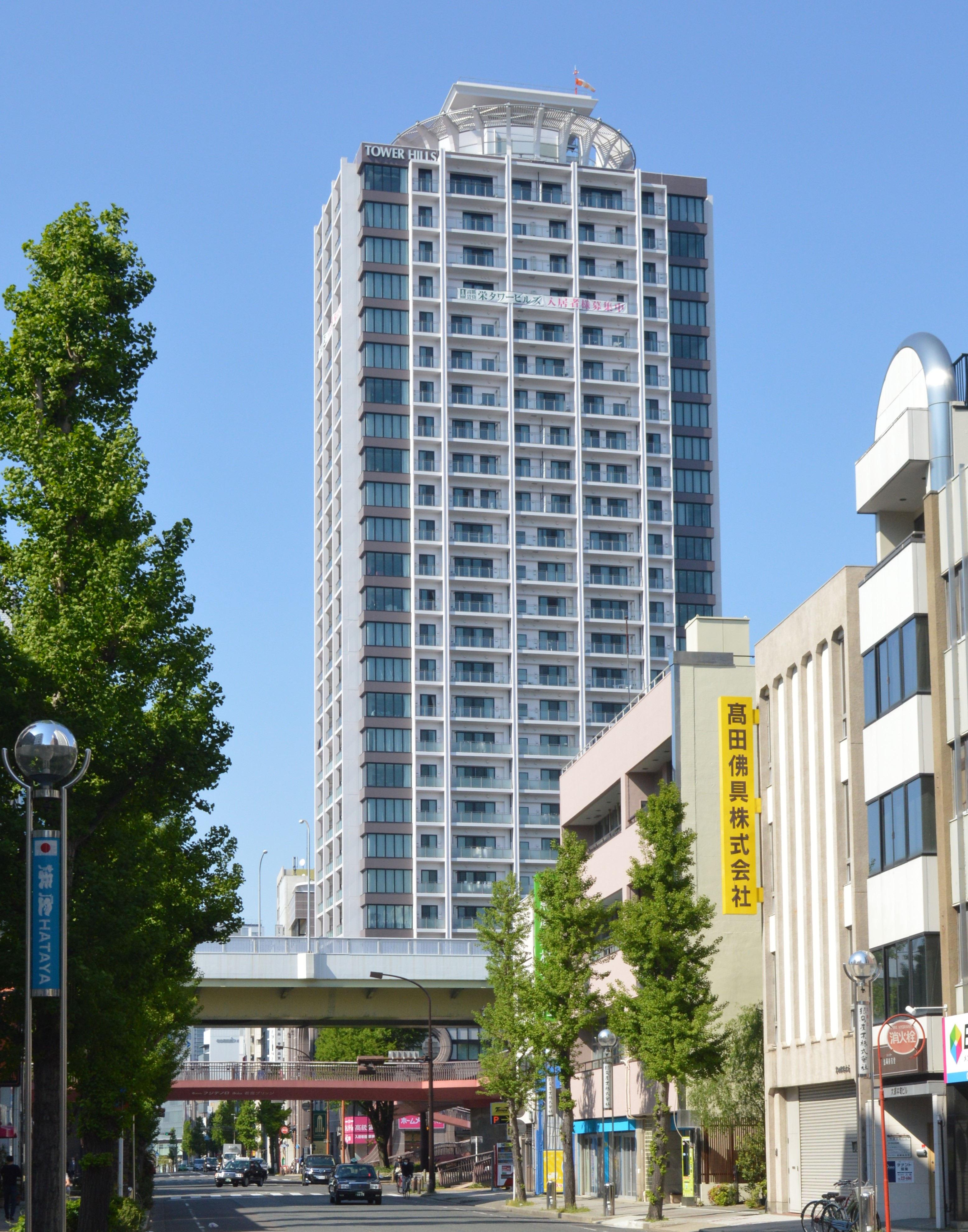
跡地に建つ栄タワーヒルズ

## 映画館
| 名称         | 開館日         | 閉館日        | 座席数 | 備考 |
| ------------ | -------------- | ------------- | ------ | --- |
| シネプラザ1  | 1964年12月25日 | 1999年9月24日 | 850席  | 旧称は中日シネラマ劇場。晩年には主に日劇プラザ（現・TOHOシネマズ日劇スクリーン3）系の作品を多く上映していた。                |
| シネプラザ2  | 1964年12月25日 | 2004年2月15日 | 222席  | 旧称は中日シネチカ劇場（中日シネラマ地下劇場）。晩年には主にみゆき座（現・TOHOシネマズみゆき座）系の作品を多く上映していた。 |
| シネプラザ3  | 1977年頃       | 1999年11月5日 | 140席  | 旧称はシネマA。主にミニシアター系作品を上映していた。                                                                        |
| シネプラザ4  | 1995年12月22日 | 2004年2月15日 | 40席   | 主にミニシアター系作品を上映していた。                                                                                       |
| シネプラザ50 | 1990年頃       | 2004年2月15日 | 50席   | 主にミニシアター系作品を上映していた。                                                                                       |